# Римокатоличка црква у Врбасу
Римокатоличка црква у Врбасу је посвећена Безгрешном зачећу блажене дјевице Марије.
Почетком 19. века у Старом и Новом Врбасу живело је између 250 и 300 римокатоличких породица. Средином седамдесетих година је формирана парохија и започеле су припреме за изградњу цркве. Године 1872. је црквена општина у Новом Врбасу купила одговарајућу кућу где је отворена католичка школа и смештен свештеник.
Парцела на којој је требало да стоји црква, купљена је 1882. године. Парохијска зграда која је почела да се гради 5. маја 1883, изграђена је брзо и већ 6. октобра 1883. свештеник је могао да се усели у њу. Камен темељац цркве положен је 6. октобра 1883. године а већ 26. августа 1884. године је постављен крст. Освештана је 8. децембра 1884. године.
Црква је дугачка 21 m, широка 13 m и 9 m висока изнутра. Висина торња цркве је 28 метара.
У фебруару 1885. црква је добила нова звона.
Као посебна драгоценост у цркви, над олтаром, истиче се слика Безгрешног зачећа.
Оргуље у цркви је израдио градитељ оргуља из Печуја, Јозеф Ангстер.
Између 1881. и 1907. године језици богослужења су мађарски, немачки и хрватски, а 1908. године само мађарски. 
За време Првог светског рата, мало и велико звоно, као и пискови оргуља били су реквирирани за војне потребе. После рата су набављена нова звона и обновљене оргуље. Године 1926. је црква темељно реновирана. Дана 8. децембра 1934. године црквена општина је свечано обележила 50-годишњицу постојања цркве.